# Mustafa Gjinishi
Mustafa Gjinishi pseud. Tafari (ur. 15 stycznia 1912 w Peqinie, zm. 23 sierpnia 1944 w Slatinie, okręg Dibra) – albański dziennikarz i komunista.

## Życiorys
Był synem Adema Gjinishiego, pełniącego funkcję podprefekta w Peqinie, zamordowanego w 1923. W latach 1924–1930 po uzyskaniu państwowego stypendium uczył się w amerykańskiej szkole technicznej w Tiranie. Po ukończeniu szkoły pisał artykuły publicystyczne, publikowane w czasopismach Bota e Re, ABC, Jeta dhe kultura, Rilindja. W latach 30. wspólnie z Hasanem Recim tworzył grupą komunistyczną działającą w Tiranie. W 1935 wziął udział w antypaństwowej rebelli w Fierze, za co został aresztowany przez policję. Skazany przez sąd wojskowy na karę śmierci, którą następnie zamieniono na karę dożywotniego więzienia. Po inwazji włoskiej na Albanię uciekł z więzienia i wyjechał do Jugosławii. W Belgradzie nawiązał współpracę z braćmi Kryeziu i oficerami brytyjskiego wywiadu.
W 1940 powrócił do Albanii i podjął współpracę z grupą komunistyczną działającą w Korczy. Z jego poręczenia do organizacji przystąpił Enver Hoxha. W listopadzie 1941 nie wziął udziału w spotkaniu założycielskim Komunistycznej Partii Albanii z uwagi na podejrzenia o bliską współpracę z brytyjskim wywiadem. Od 1942 pełnił funkcję komisarza politycznego oddziału partyzanckiego w Pezie. We wrześniu 1942 wziął udział w konferencji Ruchu Narodowowyzwoleńczego (LANÇ) w Pezie, na którym został wybrany sekretarzem generalnym organizacji. Był przedstawicielem LANÇ na konferencji w Mukaj (sierpień 1943), na której omawiano zasady współpracy różnych ugrupowań albańskiego ruchu oporu. Mimo że porozumienie zawarte w Mukaj nie zostało zaakceptowane przez kierownictwo Komunistycznej Partii Albanii to Gjinishi nadal utrzymywał kontakty z ugrupowaniami antykomunistycznymi i oficerami misji brytyjskiej, stacjonującymi w Albanii. Do sierpnia 1944 walczył w oddziale partyzanckim dowodzonym przez Myslyma Pezę.
W sierpniu 1944 Mustafa Gjinishi został zamordowany w niejasnych okolicznościach w pobliżu wsi Slatino w Macedonii, kiedy podróżował razem z oficerem armii brytyjskiej mjr Victorem Smithem. Rozkaz zabicia Gjinishiego miał wydać osobiście Enver Hoxha, a zasadzkę zorganizowała Liri Gega, która jako pierwsza zameldowała Hoxhy o wykonaniu zadania. Amerykański historyk Bernd J. Fischer opisując ten incydent zwrócił uwagę na to, że Gjinishi mógł być dla Hoxhy konkurentem w przejęciu władzy nad partią. W rozkazie dziennym Armii Narodowo-Wyzwoleńczej z dnia 26 sierpnia 1944, podpisanym przez Hoxhę znalazła się informacja, że Gjinishi i towarzyszący mu oficer brytyjski zginęli z rąk Niemców.